# Phaonia rugia
Phaonia rugia är en tvåvingeart som först beskrevs av Walker 1849.  Phaonia rugia ingår i släktet Phaonia och familjen husflugor. Inga underarter finns listade i Catalogue of Life.